# Руж (река)
Руж (англ. Rouge River, фр. Rivière Rouge) — река в провинции Онтарио (Канада). Река с юга протекает через парк Руж, единственный национальный парк Канады в пределах муниципалитетов. Река является частью Каролинского леса Южного Онтарио.
Берёт исток в административном районе Ричмонд-Хилл, протекает коммуну Маркем и впадает в районах городов Торонто и Онтарио, где набережная названа в честь реки Rouge Beach. Общая протяжённость реки 337 км, площадь водосборного бассейна — 336 км².

## Гидроним
Согласно английскому геодезисту 1796 года Августу Джонсону оригинальное индейское название реки было Gichi-ziibiinh, что значит «большая река». Также зафиксировано ещё одно индейское название Катабококонк (Katabokokonk) — «река лёгкого подступа» (англ. Easy Entrance). Это название могло быть исковерканным словом Ататабахкооконг (Atatabahkookong) — «травянистый подступ» (англ. Grassy Entrance).
Современное название происходит от французского Rouge — «красный», которое пережило английскую версию названия реки Нен (the Nen).

## История
Исторически здесь проходил торговый путь индейцев миссисога, соединяющий Гурон и Онтарио.
В начале XIX века первые поселенцы добрались до этих мест на судах. Глубина местных рек тогда позволяла осуществлять судоходство, тогда как сегодня это возможно в июле-августе. Жители охотились с копьём на лосося во время его нереста, возделывали сельскохозяйственные угодья. И сегодня эти места вдоль реки отведены под возделывание земли или парк.
Какое-то время городок Скарборо считался немаловажным местом в вопросе муниципальной политики, куда съезжались кандидаты во время выборов на пост мэра. Затем город вошёл в состав Торонто, и подобная необходимость поддержки избирателей отпала. Здесь сохранилось ок. 20 исторических построек, включая первую школу Скарборо и дом семейства Пирсов, построенного в 1855 году.

## Галерея

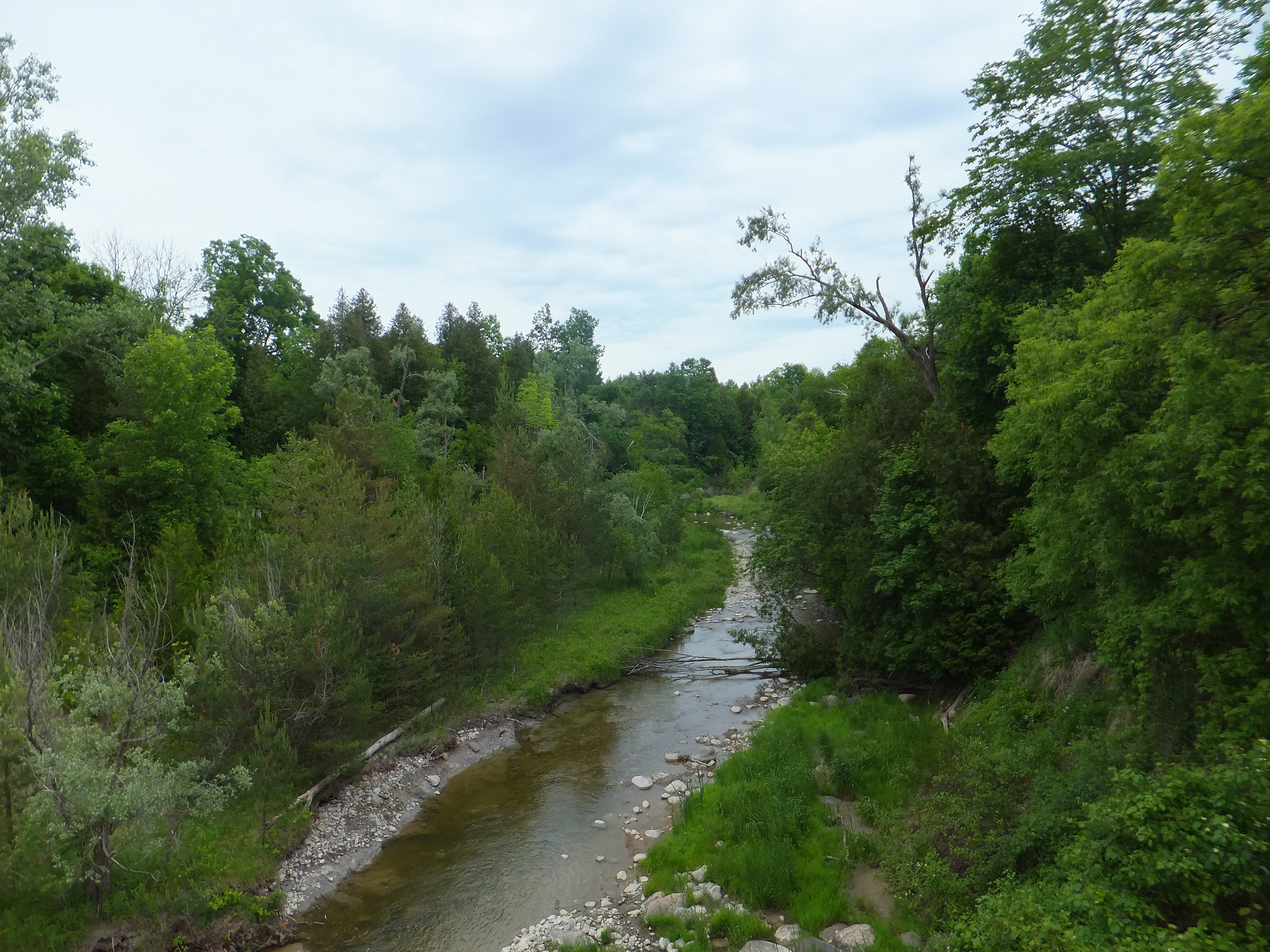
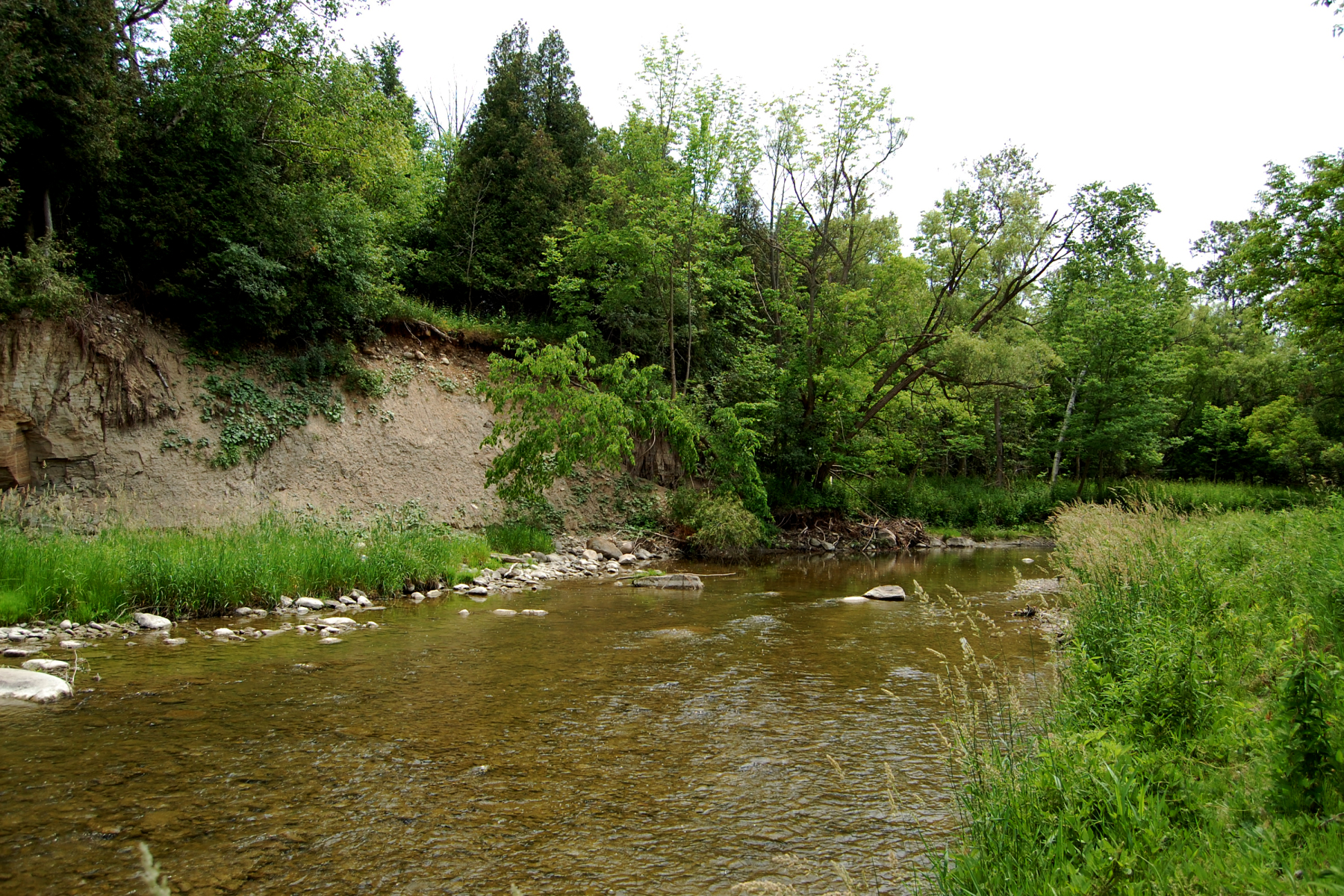
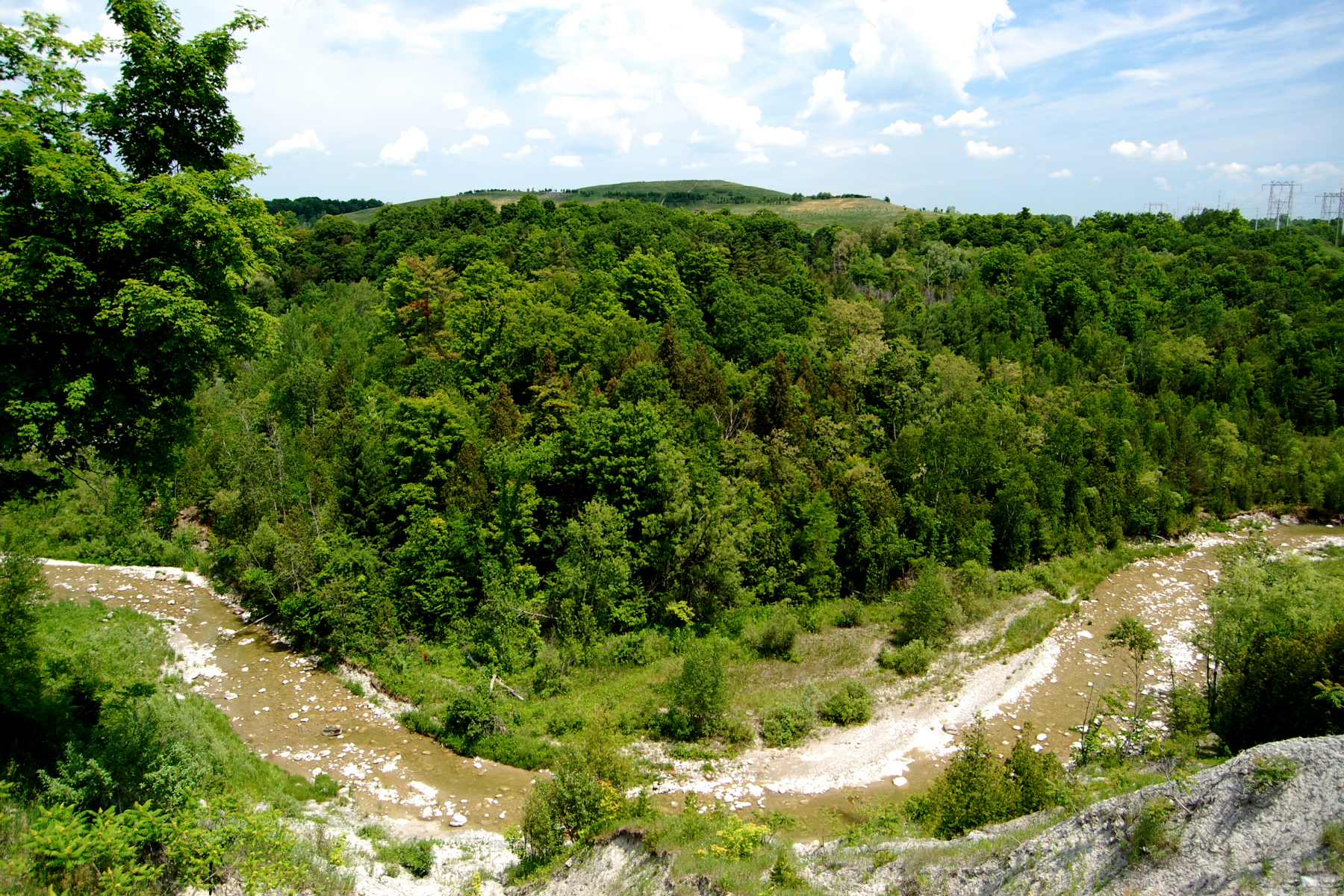
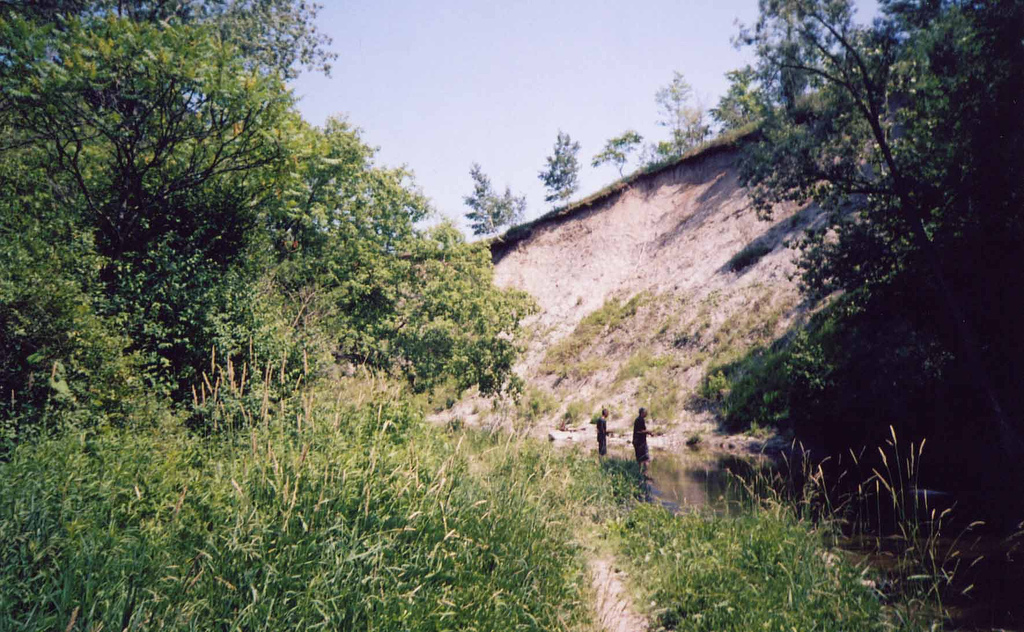